# Шахматы Карпова
«Шахматы Карпова» — российская компания, специализирующаяся на производстве эксклюзивных шахмат. Учредитель — двенадцатый чемпион мира по шахматам Анатолий Карпов.

## История
Компания «Шахматы Карпова» основана в 2003 году и занимается производством эксклюзивных шахматных наборов. В состав мастерской входят косторезы, скульпторы, специалисты по истории костюма. Для соблюдения исторической достоверности компания сотрудничает с историками из Московского университета.

## Продукция
Компания «Шахматы Карпова» производит и продаёт эксклюзивные шахматные комплекты, аксессуары и сувениры. Профилирующим материалом является бивень шерстистого мамонта, используются и такие материалы, как кость динозавров, бронза, янтарь, серебро и ценные породы дерева. Шахматные наборы на исторические сюжеты из бивней мамонта с автографом и личной печатью Анатолия Карпова хранятся в различных музеях мира. По случаю конгресса международной организации шахматных коллекционеров в Мадриде был сделан единственный комплект шахмат в стиле Гауди, с фигурами в виде зданий, построенных великим испанским архитектором. «Страсти по Родену», величайшему французскому скульптору, и его «Мыслителя» — чёрного короля, в мастерской Карпова выполнили в двух экземплярах, один из которых был подарен президенту Франции Жаку Шираку.
Всего выпускается не более десяти экземпляров каждого набора. Срок изготовления — от двух недель до года. Один из самых дорогих наборов «Шахмат Карпова» стоит около 1 млн долларов.
Карпов-дизайн «Непобедимые»
Компания «Шахматы Карпова» имеет свой собственный дизайн шахмат — «Непобедимые», разработанный и запатентованный одним из основателей компании Константином Курченковым при участии Карпова. Это первый в мире, запатентованный русский дизайн шахмат. Идея состоит в том, что в каждую фигуру вмонтирован индивидуальный стабилизатор веса, позволяющий фигуре всегда оставаться в вертикальном положении. Каждая фигура представляет собой стилизованного «ваньку-встаньку» — ни одну нельзя уронить, что символизирует несгибаемость и упорство русского характера. Один из таких наборов был подарен Карповым известному футболисту Диего Марадоне. Другой такой набор в 2010 году Карпов вручил победителю турнира, посвящённого 100-летию Владаса Микенаса, гроссмейстеру Давиду Наваре.